# Eugenio Lemos

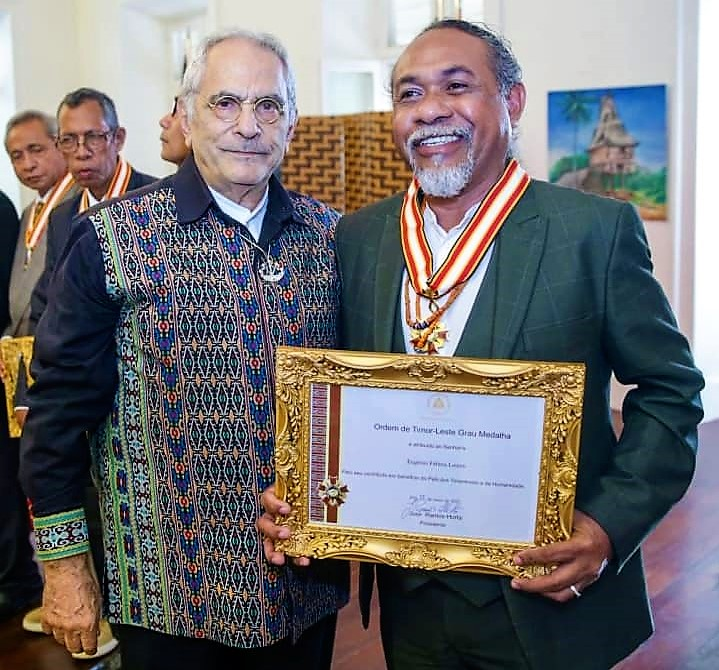
José Ramos-Horta und Eugenio Lemos (r.) bei der Ordensverleihung (2023)

Eugenio (Ego) Lemos ist ein osttimoresischer Sänger, Liedermacher und Aktivist. Er setzt sich für den Umweltschutz und die Bekämpfung der Armut in seinem Land ein.

## Wirken
Lemos nutzt seine Musik, um politische Themen zu vermitteln. So versucht er Bauern Methoden nahe zu bringen, mit denen man umweltfreundlich auf externe Mittel verzichten kann. Er selbst stammt aus einer Bauernfamilie. In der Landespolitik spricht er sich gegen Kredite durch internationale Geldgeber aus, um Abhängigkeiten zu vermeiden.
2001 gründete Lemos Permatil, eine Organisation zur Förderung von Permakulturen. Mit dieser brachte er das The Tropical Permaculture Guidebook heraus, von dem es 2022 bereits vier Ausgaben auf Tetum und eine indonesische Übersetzung gibt. Es wird sowohl von Nichtregierungsorganisationen als auch von staatlichen Stellen verwendet. Außerdem schuf Lemos ein Netzwerk für nachhaltige Landwirtschaft und eine Bewegung für organische Landwirtschaft. Zudem lehrt er in den Bereichen Landwirtschaft und Kunst und Kultur an der Universidade Nasionál Timór Lorosa’e (UNTL). Lemos fährt mit dem Motorrad auf das Land, um in Schulen seine Methoden weiterzugeben. Alleine zwischen 2015 und 2017 wurden so über hundert Schulgärten geschaffen.
Staatspräsident José Ramos-Horta ernannte Lemos im März 2023 zum Botschafter für die Teilnahme an den Umweltaktivitäten, anlässlich einer Umweltkonferenz in Australien im April.

## Auszeichnungen
Sein Lied Balibo, aus dem gleichnamigen Spielfilm wurde bei den 2009 Screen Music Awards als „bestes für einen Film komponiertes Lied“ und beim APRA Award als „bestes Lied in einem Film“ ausgezeichnet.
Am 20. Mai 2023 erhielt Lemos die Medaille des Ordem de Timor-Leste von Präsident José Ramos-Horta und am 30. August den Ramon-Magsaysay-Preis.